# 무자치
무자치(학명: Oocatochus rufodorsatus)는 뱀과 무자치속(Oocatochus)의 유일종이다.